# South Staffordshire Regiment
The South Staffordshire Regiment (38th and 80th) je bil pehotni polk Britanske kopenske vojske, ki je bil ustanovljen leta 1881, a je njegova tradicija segala do leta 1705. 
Leta 1959 je bil polk skupaj s North Staffordshire Regiment reorganiziran v Staddordshire Regiment; tradicijo južnega polka nadaljuje Mercianski polk.

## Zgodovina
Polk je bil ustanovljen 1. julija 1881 v sklopu Childersove reforme z združitvijo 38. in 80. pehotnega polka. Ob ustanovitvi je polk imel 2 regularna, 2 milicijska in 3 prostovoljne bataljone. 
Od leta 1882 so bataljoni polka služili v Egiptu. Bataljoni polka so sodelovali tudi v drugi burski vojni, v Indiji, na Irskem, v Burmi,...
Med prvo svetovno vojno je polk organiziral 18 bataljonov, ki so služili na zahodni fronti, soški fronti, Galipoliju in v Egiptu.
Pozneje je polk sodeloval v angleško-irski vojni.
Med drugo svetovno vojno so polkovni bataljoni sodelovali v bojih na zahodni fronti, v italijanski, severnoafriški in burmanski kampanji. Tako je 1. bataljon deloval v sestavi činditov in 2. bataljon kot zračnopristajalni bataljon v operaciji Market-Garden.
Po vojni je bil polk zmanjšan na en regularni bataljon; garniziran je bil v Hong Kongu (1949-51), na Severnem Irskem (1951-52), v Nemčiji (1952-54), v Sueškem kanalu (1954), na Cipru (1954-57) in ponovno v Nemčiji (1957-59).